# Monoklonale Gammopathie

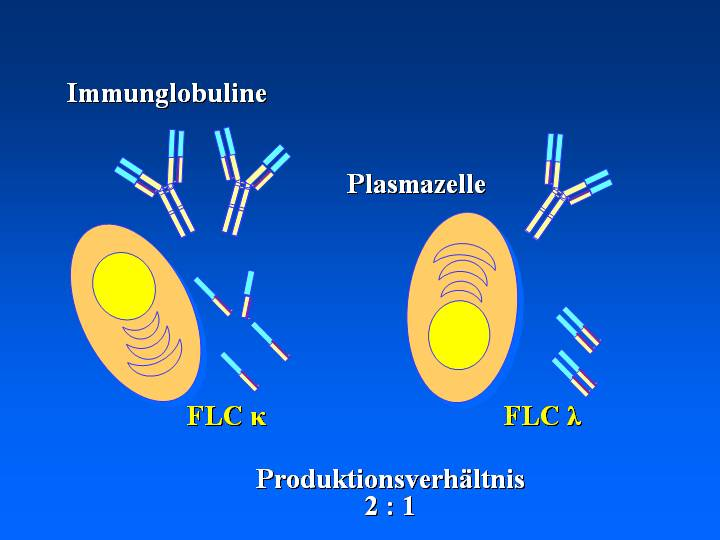
Beispielhafte Darstellung von Plasmazellen und Produktion monoklonaler Proteine. Produktionsverhältnis der freien Leichtketten (FLC) Kappa (κ) und Lambda (λ) liegt bei Gesunden bei 2:1.

Bei der monoklonalen Gammopathie handelt es sich um einen Sammelbegriff verschiedener maligner aber auch nicht-maligner (Vor-)Erkrankungen, die mit einer monoklonalen Proliferation von Plasmazellen und einer vermehrten Produktion eines einzelnen Immunglobulins (Antikörper; IgG, IgA, IgM, IgD oder IgE) oder eines Fragmentes eines solchen (z. B. freie Leichtketten oder Schwerketten) einhergehen. In den meisten Fällen werden sowohl intakte Antikörper als auch freie Leichtketten produziert, es können aber auch ausschließlich intakte Antikörper oder ausschließlich freie Leichtketten vorkommen. Diese Produkte (monoklonale Antikörper) werden auch als M-Protein bezeichnet. In seltenen Fällen werden weder intakte Antikörper noch freie Leichtketten von den Plasmazellen produziert. Das M-Protein kann im Idealfall durch elektrophoretische Methoden (z. B. in einer Serumproteinelektrophorese) in der sogenannten γ-Fraktion nachgewiesen werden.
Neben den bekanntesten symptomatischen Formen, dem Multiplen Myelom (MM) und dem Plasmozytom sowie deren asymptomatischen Vorstufen Schwelendes Multiples Myelom (SMM) oder Monoklonale Gammopathie unklarer Signifikanz (MGUS), sind der Morbus Waldenström, die AL-Amyloidose, die Monoklonale Gammopathie renaler Signifikanz (MGRS) sowie verschiedene seltenere Krankheitsbilder den monoklonalen Gammopathien zuzuordnen. Übergeordnet zählen die monoklonalen Gammopathien zu den indolenten (niedrig-malignen) B-Zell-Non-Hodgkin-Lymphomen, wobei die symptomatischen Formen maligne Krebserkrankungen darstellen.

## Verbreitung
| Häufigkeit verschiedener Formen monoklonaler Gammopathien | Häufigkeit verschiedener Formen monoklonaler Gammopathien | Häufigkeit verschiedener Formen monoklonaler Gammopathien |
| --- | --------------------------------------------------------- | --------------------------------------------------------- |
| Die zur Anzeige dieser Grafik verwendete Erweiterung wurde dauerhaft deaktiviert. Wir arbeiten aktuell daran, diese und weitere betroffene Grafiken auf ein neues Format umzustellen. (Mehr dazu) |                                                           |                                                           |
| Typ | Typ                                                       | Häufigkeit                                                |
| | MGUS                                                      | 51 %                                                      |
| | SMM                                                       | 6 %                                                       |
| | Multiples Myelom                                          | 18 %                                                      |
| | AL Amyloidose                                             | 11 %                                                      |
| | Lymphoproliferative                                       | 4 %                                                       |
| | Morbus Waldenström                                        | 3 %                                                       |
| | Solitäres Plasmozytom                                     | 1 %                                                       |
| | Andere                                                    | 6 %                                                       |

Aufgrund der unterschiedlichen Ausprägungen der monoklonalen Gammopathien gibt es keine generelle Prävalenz oder Inzidenz. Beispielsweise liegt die Prävalenz einer MGUS bei Personen im Alter über 45 bis 75 Jahren bei 3,5 %. In Deutschland liegt die Inzidenz für das Multiple Myelom bei 4–5 Neuerkrankungen je 100.000 Einwohner und Jahr. Im Allgemeinen sind eine MGUS, eine AL Amyloidose und das Multiple Myelom die beiden häufigsten Formen der Monoklonalen Gammopathie.

## Ursache
Als mögliche Ursachen für die Entstehung Monoklonaler Gammopathien kommen insbesondere Veränderungen der Erbinformation in Frage. Mutationen verschiedener Gene sowie Translokationen sind hierbei in der Literatur beschrieben worden. Diese Veränderungen werden von verschiedenen Faktoren begünstigt. Für die Entstehung einer monoklonalen Gammopathie unklarer Signifikanz ist ein Einfluss von Übergewicht, radioaktiver Strahlung, Autoimmunerkrankungen, entzündlicher Prozesse und Infektionen, Pestiziden sowie das Vorliegen bestimmter Einzelnukleotid-Polymorphismen beschrieben worden.

## Pathogenese
Typisch in der Entwicklung monoklonaler Gammopathien ist eine chromosomale Translokation von Genen, welche für die schweren Ketten von Immunglobulinen kodieren. Eine negative Prognose kann insbesondere für die Translokation t(4;14), t(14;16) und t(14;20) getroffen werden. Darüber hinaus sind auch Hyperdiploidien und Deletionen als Veränderungen beschrieben worden, die für die Pathogenese ursächlich sein können. Ein Zusammenhang besteht hier für die Deletionen 1p, 13q und 17p. Ähnliche Daten gibt es für die Monosomie 13 und die Duplikation 1q.
Im weiteren Verlauf können Mutationen auftreten, die das Fortschreiten der monoklonalen Gammopathie und somit die Ausbildung einer symptomatischen Erkrankung bewirken können. Bekannt sind beispielsweise Mutationen der Gene N- und K-Ras, Myc und p53. Auch Veränderungen, welche den NF-κB-Signalweg aktivieren, können zur Weiterentwicklung der monoklonalen Gammopathie beitragen.
Speziell für die Entwicklung eines Morbus Waldenström konnten Mutationen unter anderem in den Genen MYD88, CXCR4 und ARID1 nachgewiesen werden.

## Klinische Erscheinungen
Monoklonale Gammopathien zeichnen sich generell durch eine typische wenn auch unspezifische Symptomatik aus. Prinzipiell unterscheidet man die nach klassischer Definition asymptomatischen Vorstufen MGUS und SMM sowie die verschiedenen symptomatischen Formen wie multiples Myelom, Morbus Waldenström und AL Amyloidose. Patienten, die an einer symptomatischen Form leiden, klagen zum Beispiel häufig über Knochenschmerzen, Müdigkeit und Schwäche. Durch eine adäquate Untersuchung kann eine Hyperkalzämie, eine Anämie, eine abnormale Anreicherung klonaler Plasmazellen im Knochenmark, Osteolysen, Ablagerungen monoklonaler Proteine in verschiedenen Geweben, eine eingeschränkte Nierenfunktion oder eine Proteinurie nachgewiesen werden. Es können, müssen aber nicht alle Symptome gleichzeitig auftreten. Zunehmend konnten neuere Studien das Auftreten von Symptomen auch bei den Vorstufen MGUS und SMM zeigen, die zum Teil auch mit schwerwiegenden Folgen verbunden sein können. So wird zwischenzeitlich z. B. eine rein asymptomatische MGUS von einer symptomatischen MGRS abgegrenzt, welche aber auch gleichzeitig nicht die Kriterien eines Multiplen Myeloms erfüllt. Die klinische Erscheinung verschiedener monoklonaler Gammopathien kann recht unterschiedlich sein, weswegen insbesondere die Einteilung in asymptomatische und symptomatische Formen in Hinblick auf eine Therapie von besonderem Interesse ist. Eine kurze Übersicht findet sich im Abschnitt Untersuchungsmethoden dieses Artikels.

## Untersuchungsmethoden

### Generelles
Eine monoklonale Gammopathie wird besonders im frühen Stadium oft nur zufällig diagnostiziert. Der Verdacht ergibt sich häufig aus einer auffälligen Serumproteinelektrophorese mit einer typischen Bande im Gel bzw. Spitze im Histogramm (sogenannter M-Gradient), welche in vielen (aber nicht allen) Fällen in der γ-Fraktion zu finden ist. Für eine eindeutige Bestimmung und Charakterisierung des M-Proteins ist zusätzlich eine Immunfixation und die Bestimmung der freien Leichtketten im Serum erforderlich. Pathologische Konzentrationen freier Leichtketten lassen sich teilweise auch im Urin nachweisen. Man spricht dann von einer Bence-Jones-Proteinurie. In vielen Fällen kann auch die Symptomatik ein Hinweis auf das Vorliegen einer monoklonalen Gammopathie sein. Bestimmte Patientengruppen (z. B. Osteoporose- und Polyneuropathie-Patienten) weisen zudem eine erhöhte Prävalenz für das Vorliegen einer monoklonalen Gammopathie auf, was bei der Untersuchung berücksichtigt werden sollte.

### Ausschlussdiagnostik
Eine umfassende Ausschlussdiagnostik kann folgende Untersuchungsmethoden enthalten, die ggf. noch erweitert werden können:
| Überblick Ausschlussdiagnostik | Überblick Ausschlussdiagnostik                                | Überblick Ausschlussdiagnostik |
| --- | ------------------------------------------------------------- | ------------------------------ |
| Labordiagnostik | Histologie                                                    | Bildgebende Methoden           |

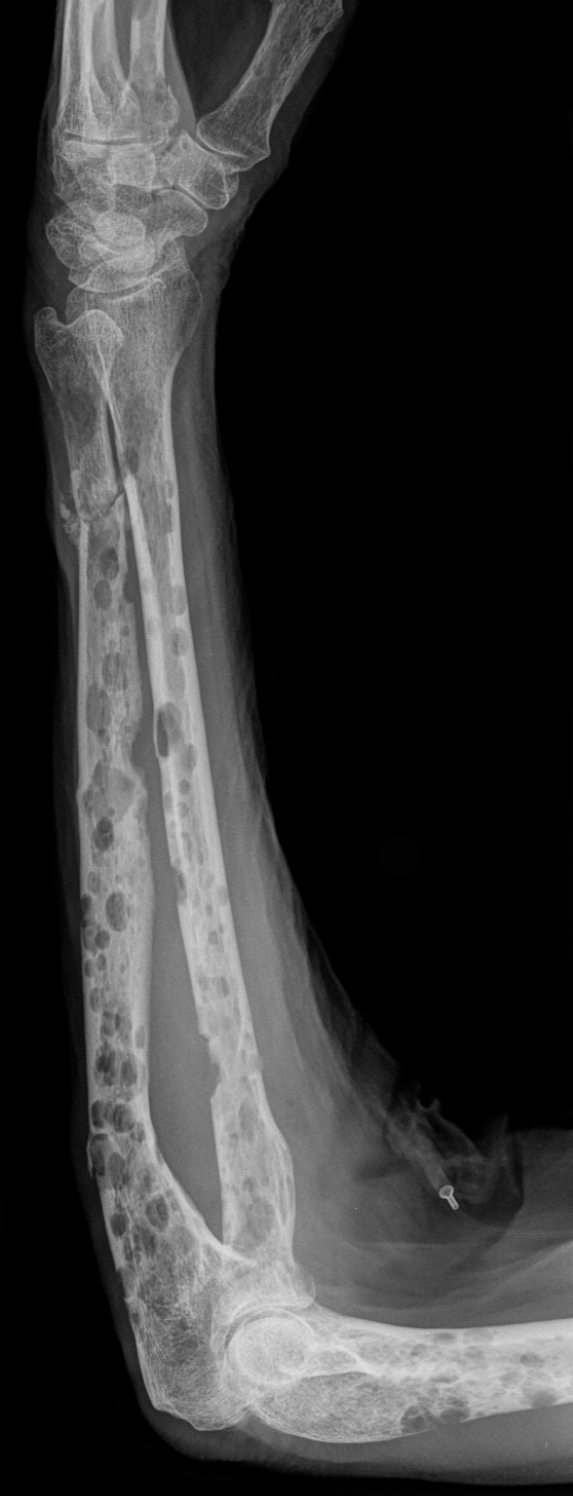
Multiple Osteolysen am Unterarm beim multiplen Myelom. Pathologische Fraktur der Elle.

Serumproteinelektrophoresen, Histogramme – Idealfall (oben: Normalbefund, unten: Auffälliger M-Gradient wie bei einer monoklonalen Gammopathie)

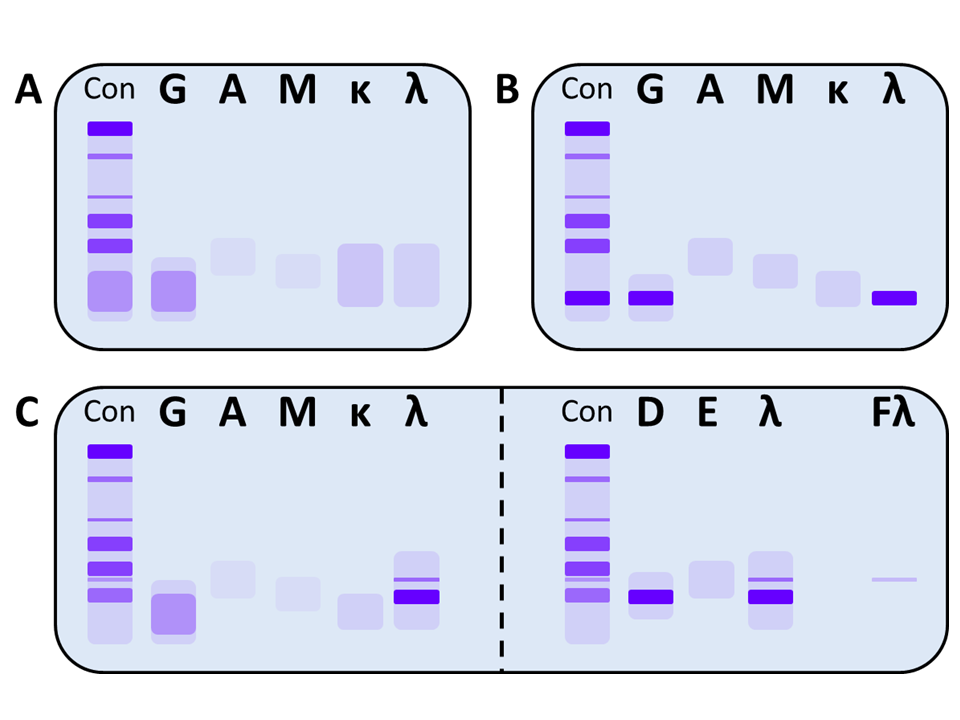
Immunfixationselektrophorese, schematische Darstellung – (A) Normalserum (B) Monoklonales intaktes Immunglobulin IgGλ (C) Monoklonales intaktes Immunglobulin IgDλ und freie Leichtkette λ (Fλ). Con = Anfärbung des Gesamteiweißes.

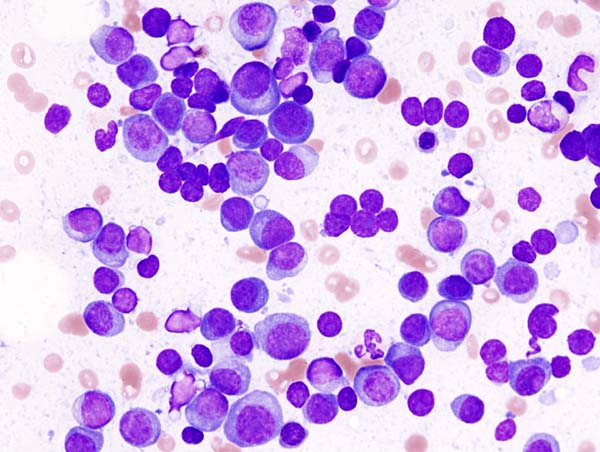
Knochenmarkausstrich bei multiplem Myelom. Färbung nach May-Grünwald-Giemsa. Vermehrung von Plasmazellen (Große ovale Zellen mit breitem Zytoplasma und exzentrisch gelegenem Zellkern).

| - Blutbild einschließlich Differentialblutbild - Serumproteinelektrophorese - Immunfixationselektrophorese (Serum und Urin) - Quantitative Bestimmung der freien Leichtketten Kappa und Lambda im Serum inkl. Berechnung der Ratio - Elektrolyte (Natrium, Kalium, Calcium) - Nierenretentionsparameter (Kreatinin inkl. berechneter GFR, Harnstoff) - Gesamteiweiß und Albumin im Serum - Quantitative Bestimmung der Immunglobuline (IgG, IgA, IgM) - Qualitativer Test auf Eiweiß im Urin | - Lichtmikroskopie - Immunfluoreszenz - Elektronenmikroskopie | - Röntgen - MRT - PET          |

### Differenzierung
Nachfolgend sind die diagnostischen Kriterien und der typische klinische Verlauf verschiedener monoklonaler Gammopathien wiedergegeben. Einige dieser Formen können weiter unterteilt werden und zudem kombiniert auftreten. Beispielsweise können monoklonale Gammopathien, bei denen eine Beteiligung der Niere vorliegt, als MGRS eingestuft werden. Typisch für die Einstufung einer symptomatischen Erkrankung, insbesondere dem multiplen Myelom, ist das Vorliegen eines CRAB- oder SLiM-Kriteriums (CRAB-Kriterien, aus dem Englischen für HyperCalcemia (Hyperkalzämie),  Renal Insufficiency (Niereninsuffizienz),  Anemia (Anämie) und  Bone Lesions (Osteolysen); SLiM-Kriterien ebenfalls aus dem Englischen für  Sixty percent bone marrow plasma cells (≥ 60 % klonale Plasmazellen im Knochenmark), Involved:uninvolved serum free Light chain ratio ≥100 (Ratio der involvierten zur nicht-involvierten freien Leichtkette im Serum ≥ 100; wobei die Konzentration ≥ 100 mg/l sein muss) und > 1 focal lesions on MRI studies (> 1 Knochenläsion, nachgewiesen durch MRT)). Außerdem gibt es weitere spezifische Kriterien um eine genauere Differenzierung vorzunehmen. Nachfolgend die prominentesten Beispiele:
| Diagnostische Kriterien und klinischer Verlauf monoklonaler Plasmazell-Erkrankungen (Auswahl) | Diagnostische Kriterien und klinischer Verlauf monoklonaler Plasmazell-Erkrankungen (Auswahl) |
| --------------------------------------------------------------------------------------------- | --- |
| Erkrankung                                                                                    | Diagnostische Kriterien |
| MGUS                                                                                          | - Monoklonales Protein im Serum < 30 g/l - Plasmazellen im Knochenmark < 10 % - Keine Endorganschäden, die auf die Plasmazellerkrankung zurückgeführt werden können (kein CRAB- oder SLiM-Kriterium wird erfüllt)                                                                                               |
| SMM                                                                                           | - Monoklonales Protein (IgG oder IgA) im Serum ≥ 30 g/l oder ≥ 500 mg im 24h Urin - und/oder 10–60 % Plasmazellen im Knochenmark - Keine Endorganschäden, die auf die Plasmazellerkrankung zurückgeführt werden können (kein CRAB- oder SLiM-Kriterium wird erfüllt)                                            |
| MM                                                                                            | - Plasmazellen im Knochenmark ≥ 10 % - Monoklonales Protein in Serum und/oder Urin nachweisbar (Ausnahme: nicht sezernierendes Myelom) - Endorganschäden: Mindestens ein CRAB- und/oder mindestens ein SLiM-Kriterium wird erfüllt                                                                              |
| Morbus Waldenström                                                                            | - Monoklonales Immunglobulin M im Serum - Typische Plasmazellen im Knochenmark ≥ 10 % (lymphoplasmazelluläre Infiltration) - Typischer Immunphänotyp (CD5−, CD10−, CD19+, CD20+, CD23−) |
| AL Amyloidose                                                                                 | - Systemerkrankung mit Beteiligung von Niere, Leber, Herz, Magen-Darm-Trakt, peripherem Nervensystem - Nachweis von Amyloid in Geweben durch den Farbstoff Kongorot - Nachweis von freien Leichtketten, meist Isotyp Lambda (λ) in den Amyloid-Ablagerungen - Nachweis einer monoklonalen Plasmazell-Erkrankung |

## Behandlung
Bei symptomatischen Erkrankungen, bei denen eine Besserung nur durch die gezielte Unterdrückung des zugrundeliegenden Plasmazellklons möglich ist, stellt der Einsatz einer Chemotherapie, eine Stammzelltransplantation sowie die Verabreichung moderner Pharmazeutika wie monoklonaler therapeutischer Antikörper die Methode der Wahl dar. Seit einiger Zeit sind besonders effektive therapeutische monoklonale Antikörper verfügbar und konnten in klinischen Studien bereits vielversprechende Ergebnisse liefern. Neben diesen kurativen Therapiemethoden können palliative Therapeutika zur Verbesserung des Allgemeinzustands der Patienten beitragen. Eine Entscheidung der durchzuführenden Therapie muss anhand aller verfügbaren Befunde individuell und abhängig von der vorliegenden Form der monoklonalen Gammopathie gefällt werden.

## Vorbeugung
Verschiedene Risikofaktoren wie Übergewicht, Strahlung und schädliche Chemikalien wie Pestizide sollten vermieden werden, da diese als Auslöser der Erkrankung diskutiert werden. Weitere vorbeugende Maßnahmen zur primären Entstehung einer monoklonalen Gammopathie können nach bisherigem Wissensstand nicht ergriffen werden. Eine regelmäßige Untersuchung bereits erkrankter Patienten kann allerdings einer Weiterentwicklung und Verschlechterung der Erkrankung, deren Symptome und auch vieler Begleiterscheinungen vorbeugen.

## Heilungsaussicht
Die Heilungsaussichten sind abhängig von der zugrundeliegenden monoklonalen Gammopathie und können hier nicht verallgemeinert dargestellt werden. Bei malignen Erkrankungen ist heutzutage durch die fortschreitende Entwicklung hocheffizienter Therapeutika eine Heilung in erreichbare Nähe gerückt. Wie bei allen Krebserkrankungen bleibt immer ein Restrisiko für ein Rezidiv bestehen. Durch eine regelmäßige Untersuchung des Patienten kann ein Rezidiv frühzeitig erkannt und umgehend eine Therapieentscheidung getroffen werden.